# 권은주
권은주 (1977년 10월 23일 - )은 대한민국의 여자 마라톤 선수이다. 1997년 10월 춘천 국제 마라톤 대회에서 2시간 26분 12초로 대한민국 여자 마라톤 최고 기록을 세웠다.
권은주는 문경부천초등학교 4학년 때 육상을 시작했다. 경북체육고등학교 때부터 실력이 급성장해 1996년 전국 체육 대회 20km와 3000m 2관왕에 오르며 전국 무대에 이름을 알렸다. 이듬해 9월에는 국제 여자 하프 마라톤 대회에서는 일본의 이시카와 마유미와 접전을 벌인 끝에 2위를 차지했다.

## 개인 최고 기록
| 종목   | 기록            | 날짜         | 대회                       | 장소                      | 기타    |
| ------ | --------------- | ------------ | -------------------------- | ------------------------- | ------- |
| 5000m  | 16분 07초 52    | 1997. 10. 11 | 제78회 전국 체육 대회      | 대한민국 창원 종합 운동장 | 당시 NR |
| 마라톤 | 2시간 26분 12초 | 1997. 10. 26 | 1997 춘천 국제 마라톤 대회 | 대한민국 춘천             | NR      |